# Asedio de Jerusalén (587 a. C.)
El asedio de Jerusalén tuvo lugar hacia 587 o 586 antes de Cristo, como etapa final de los diez años de guerra entre el Imperio babilónico y el reino de Judá. En este evento fue sitiada y, finalmente, conquistada la ciudad de Jerusalén, la cual era la capital del reino de Judá, a manos de las tropas del rey Nabucodonosor II durante el verano de 587 a. C. o 586 a. C.
Una vez tomada Jerusalén, fue destruida y con ella su templo, construido según la tradición por el rey Salomón, que era considerado el centro religioso del yahvismo. Este hecho se convirtió en un acontecimiento fundamental para el desarrollo posterior del judaísmo, conmemorado anualmente desde el siglo V a. C. por los cuatro ayunos mencionados en el libro de Zacarías (8:19), y para el cristianismo posterior. Toda la historia de Israel, tal como aparece en los libros de la Biblia, está marcada por el asedio y caída de Jerusalén a manos de los caldeos, nombre usado para designar al pueblo de Babilonia.
El desarrollo del sitio aparece relatado en el Segundo Libro de los Reyes, el libro de Jeremías, el de Ezequiel y el de las Lamentaciones (atribuido a Jeremías). Las crónicas babilónicas, en escritura cuneiforme, mencionan el hecho, como también agunos escritos administrativos. El historiador judío del siglo I, Flavio Josefo, relata el asedio basándose en la Biblia y la obra, perdida, del sacerdote caldeo Beroso, quien escribió en griego en el siglo III a. C. Numerosas cartas halladas en la ciudad judaíta de Laquís, permiten contextualizar el período previo a la caída del reino.

## Asedio

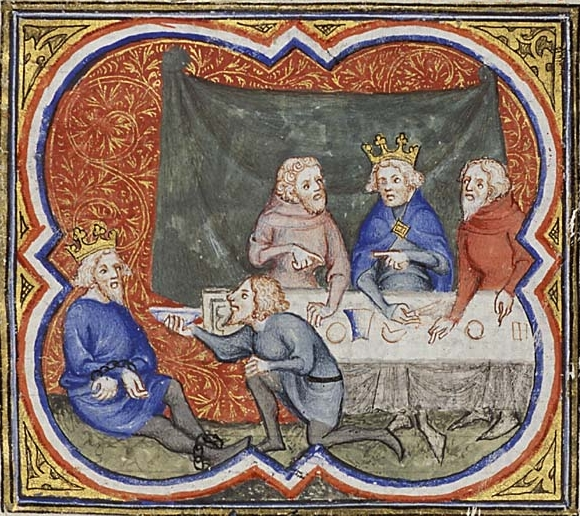
Zedequias es encadenado y traído ante el rey Nabucodonosor, por Petrus Comestor "Biblia Historiale," 1670.

Después del asedio de 587 a. C., el rey babilónico Nabucodonosor confirmó a Sedecías como rey tributario de Judá, a la edad de veintiún años. Al poco tiempo, Sedecías se rebeló y selló una alianza con el faraón egipcio Jofrá. Nabucodonosor respondió con la invasión de Judá y el asedio de Jerusalén en diciembre 589 a. C. Durante este sitio, cuya duración varió entre los 18 o 30 meses, "cada mal golpeo a la ciudad, la cual bebió la taza de la furia de Dios". En 587 o 586 a. C., el ejército de Nabucodonosor abrió una brecha en las murallas de Jerusalén, conquistando así la ciudad. Sedecías y sus seguidores intentaron huir, pero fueron capturados en las llanuras de Jericó y llevados a Ribla. Allí, después de ver cómo ejecutaban a sus hijos, Sedequias fue cegado y llevado como prisionero a Babilonia, donde permaneció hasta su muerte.
Después de la caída de Jerusalén, el general babilónico Nebuzaradán hizo arrasar la ciudad tras haberla saqueado, además de destruir el templo de Salomón. La mayor parte de la élite de la ciudad fue deportada a Babilonia, pero varios pobladores, sobre todo aquellos que se habían opuesto a la rebelión como Jeremías, permanecieron en el país.

## Organización de la provincia de Yehud
Godolías, un noble judaíta, fue designado gobernador del territorio, en adelante conocido como Yehud, con una guarnición babilónica apostada en Mizpah, la nueva capital.
Según el Libro de Jeremías, numerosos judíos residentes en los países de la región (Moab, Ammon y Edom) regresaron a su tierra y fueron bien recibidos por el gobernador, quien procuró desarrollar la economía devastada por la guerra. No obstante, el davídida, Ismael, hijo de Netanias, asesinó a Godolías poco tiempo después (según Jeremías a instancias del rey Baalis de Amón, aunque el Segundo Libro de los Reyes no lo menciona), lo que provocó la huida de gran parte de estos refugiados hacia Egipto.

## Cronología del asedio final
La cronología del asedio final aparece en la tabla siguiente. Todas las fechas están tomadas del libro de Andrew E. Steinmann De Abraham a Pablo: Una Cronología Bíblica.
| Fuente                                        | Fecha                                                  | Acontecimientos |
| --------------------------------------------- | ------------------------------------------------------ | --- |
| 2 Reyes 25:1; Eze 24:1–2                      | 10 Tevet = 27 enero 589 BC                             | Principio del asedio. |
| Jer 34: 8–10                                  | 1 Tishri = 29 septiembre 588                           | Liberación de esclavos hebreos al comienzo del año sabático. |
| Jer 34:11–22; 37:5–16                         | Entre Tishri 588 y Nisán 587 = octubre 588 a abril 587 | Los babilónicos detienen temporalmente el asedio debido a la aproximación del ejército egipcio. Los esclavos regresan. Jeremías es arrestado cuando viajaba a Anathoth. |
| Jer 34:22; Eze 30:20–21                       | 7 Nisán = 29 abril 587                                 | Los egipcios son derrotados. Recomienza el asedio. |
| 2 Rey 25:2–4; Jer 39:2, 52:7; Eze 33:21, 40:1 | 9 Tamuz = 29 julio 587                                 | Se abre una brecha en la muralla. Sedecías es capturado. |
| 2 Rey 25:8                                    | 7 Av = 25 agosto 587                                   | Nebuzaradan llega a Jerusalén (cf. Jonas 3:3) de Riblah en Hamath y empieza a consultar con los comandantes en el campo con respecto a la expoliacion de la ciudad.     |
| 2 Rey 25:9–19; 2 Cro 36:18–19; Jer 52:12–25   | 10 Ab = 28 agosto 587                                  | Nebuzaradan dirige sus fuerzas en Jerusalén para saquear, destruir, y quemar la ciudad y su templo.                                                                     |